# Santa Perpetua (Tirano)

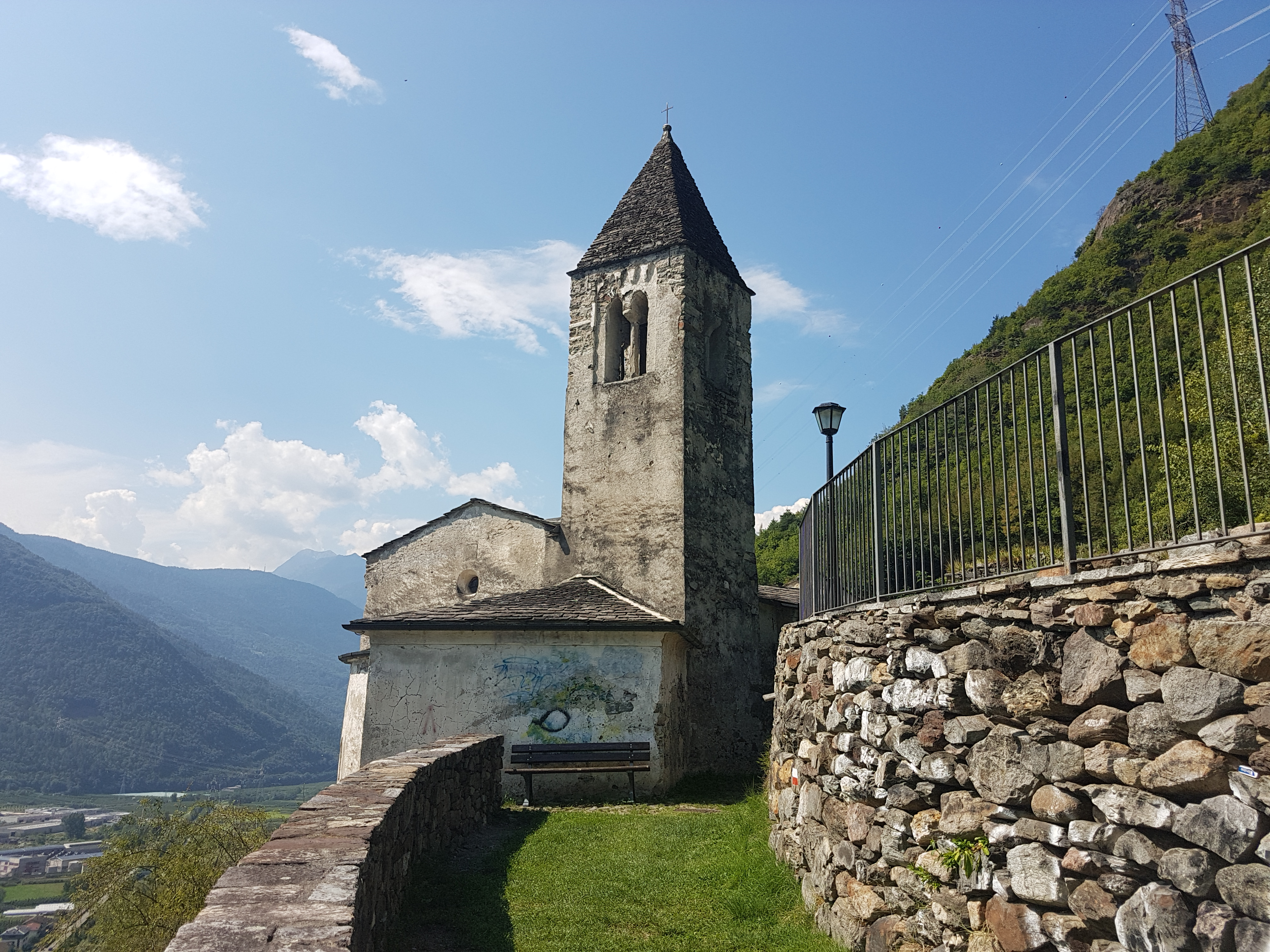
Santa Perpetua

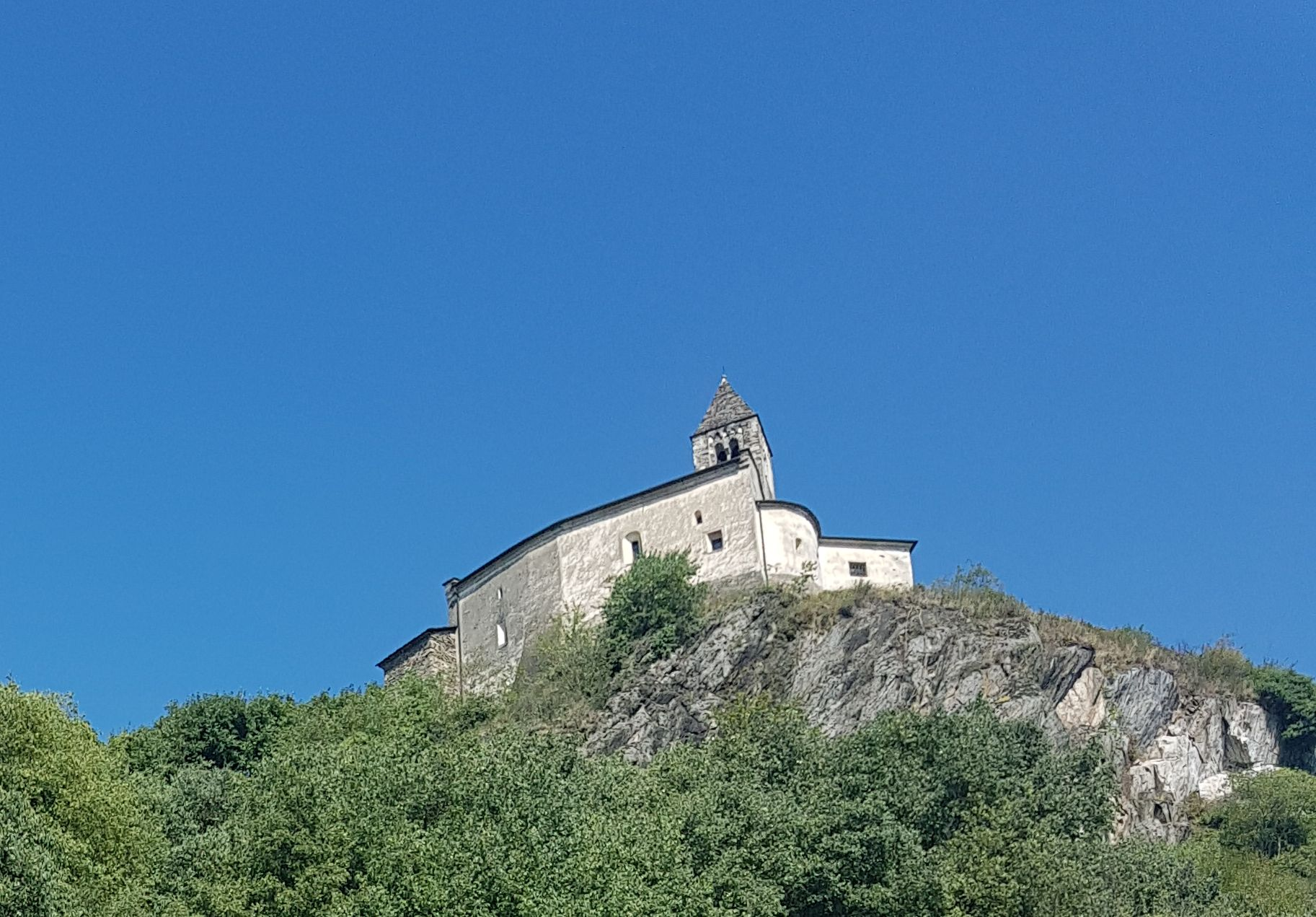

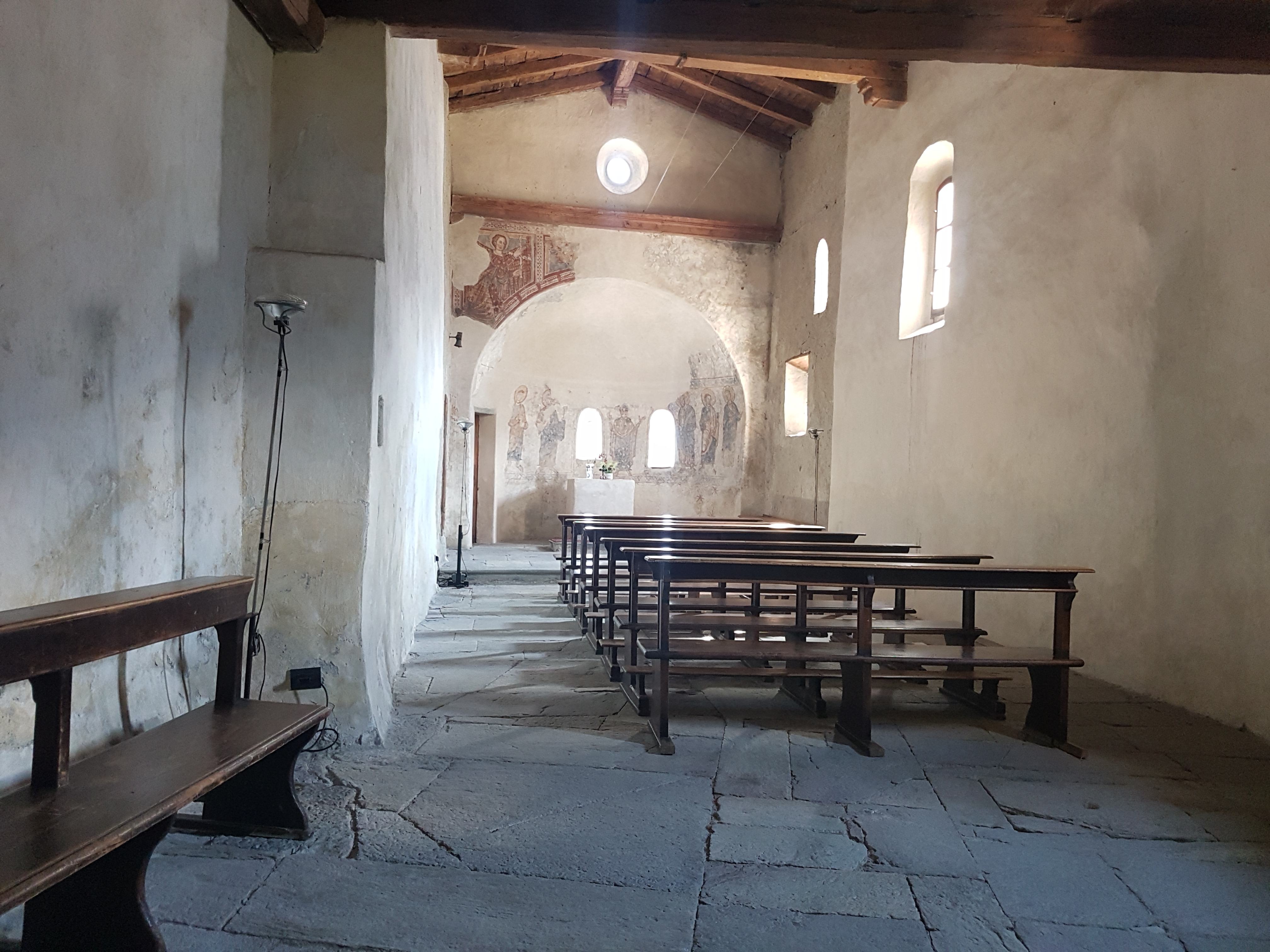
Kirchenschiff, Chor und Apsis

Santa Perpetua, auch: Chiesa di Santa Perpetua, nach der Funktion auch: Xenodochio di Santa Perpetua ist eine römisch-katholische Kirche in Tirano am Eingang des Puschlavs, nahe der Schweizer Grenze in der italienischen Provinz Sondrio, Region Lombardei und steht heute am Ortsrand auf einer Anhöhe (etwa 528 m s.l.m.). Die Kirche gehört zur Kirchenregion Lombardei, dem Bistum Como, und ist der Heiligen Perpetua gewidmet.

## Lage und Geschichte
Die in ihren Ursprüngen vermutlich weit vor dem 12. Jahrhundert stammende Kirche und die Reisendenunterkunft (Xenodochio) lagen zentral an der Kreuzung zwischen der Berninaroute (Via Bernina) in die Schweiz und den Bodensee-Raum (Via Valtellina) über den Berninapass und der norditalienische Tiefebene (Po-Ebene) nach Italien.  Sie ist eine der Kirchen, die den ehemaligen Saumpfad flankieren, wie auch z. B. Sta. Maria in Pontresina, San Pietro bei Poschiavo oder San Romerio bei Brusio. Heute liegen die Gebäude am Ortsrand von Tirano inmitten von Weinbergen und sind leicht erreichbar. Weit unterhalb der Kirche fließt der Poschiavino. Die Kirche war ein regionaler Wallfahrtsort und eine Zwillingsstiftung zu San Romerio oberhalb von Brusio.
In einem bischöflichen Dokument vom 27. März 1237 wird ausgeführt, dass San Romerio mit der Anlage von Santa Perpetua verbunden ist und eine ähnliche Gemeinschaft besteht. Durch ein Dekret vom 27. September 1517 des Papst Leo X. wurden  die Kirchen von San Romerio und Santa Perpetua mit allen Rechten und Pflichten der Wallfahrtskirche und Heiligtum Madonna di Tirano zugeordnet.

## Gebäude
Die Gebäude aus verschiedenen Epochen sind, bis auf die Kirche, weitgehend baufällig und sollten nicht betreten werden. Die erste urkundliche Erwähnung fand die Kirche in der zweiten Hälfte des 12. Jahrhunderts.

### Außen
Die Kirche ist weitgehend in einem gotischen Baustil der Lombardei in Natursteinen ausgeführt. Verputzreste sind zu sehen. Die Satteldächer der Gebäude sind mit Schiefer eingedeckt. Der kleine romanische Glockenturm von Santa Perpetua hat zweibogige Schallöffnungen mit blinden Bögen und je eine zentrale Säule. Das Dach des Turmes (Zeltdach) ist ebenfalls mit Schiefertafeln eingedeckt. Über dem sandsteingefassten Haupteingang mit einer einfachen hölzernen Türe befindet sich ein schlichtes Rundfenster, welches oberhalb des Chorbogens zur Apsis auf der gegenüberliegenden Seite des Kirchengebäudes ein kleineres Gegenstück hat.

### Innen
Der Innenraum der Kirche ist schlicht ausgeführt und es befinden sich darin wenige einfache, dunkelbraun lackierte Kirchenbänke für etwa 30 bis 40 Personen. Der Boden ist mit relativ groben Steinplatten ausgelegt und das Dach weist eine von unten sichtbare Holzbalkendecke auf. Die eingezogenen, halbkreisförmige Apsis ist über eine kleine Stufe leicht erhöht angelegt. Auf dem Chorbogen und in der Apsis befinden sich Fresken aus dem 14. oder 12. Jahrhundert oder davor. Diese Fresken wurden 1987 durch Zufall während der Restaurierung der Kirche freigelegt. Die gemalten Personen sollen Heilige darstellen.